# Claudine Guérin de Tencin
Claudine Alexandrine Sophie Guérin de Tencin (Grenoble, 27 april 1682 – Parijs, 4 december 1749), barones van Saint-Martin de l’isle de Ré, was een schrijfster die in de 18e eeuw een beroemde literaire salon organiseerde. Zij was de moeder van Jean d’Alembert.
Na tweeëntwintig jaar gedwongen in een klooster te hebben gezeten, verhuisde zij in 1711 naar Parijs waar ze dankzij haar band met kardinaal Dubois toegang kreeg tot de hoogste kringen. Zes jaar later opende zij een van de meest vooraanstaande literaire salons van die tijd, La Ménagerie. Hoewel in de salon in eerste instantie voornamelijk gesproken werd over politiek en geldzaken, met speculanten van de bank van John Law, werd het vanaf 1733 een centrum van het literaire leven in Parijs. De meest prominente schrijvers van die tijd bezochten de salon, in het bijzonder Fontenelle, Marivaux, de priester Prévost, Charles Pinot Duclos en later ook Marmontel, Helvétius, Marie-Thérèse Geoffrin en Montesquieu.
De Tencin publiceerde ook zelf een aantal succesvolle romans, waaronder Les Mémoires du comte de Comminge in 1735, Le Siège de Calais, nouvelle historique in 1739, en Les Malheurs de l’amour in 1747.

## Biografie
Van het publieke leven van Claudine-Alexandrine Guérin de Tencin, barones van Saint-Martin de l’Isle de Ré, is veel bekend dankzij zes belangrijke biografieën die over haar zijn geschreven.
Alexandrine werd geboren in Grenoble in een familie uit de kleine ambtsadel. Haar vader, Antoine Guérin (1641-1705), heer van Tencin, was eerst raadsman aan het hoogste gerechtshof van Dauphiné en werd daarna de eerste voorzitter van het gerechtshof van Chambéry tijdens de Franse bezetting van de Savoie. Haar moeder was Louise de Buffévent.
De oudvader van de familie, Pierre Guérin, geboren in een boerenfamilie in de buurt van Gap, in Ceillac, was een eenvoudige marskramer. In 1520, toen hij dertig jaar oud was, vestigde hij zich in Romans (nu Romans-sur-Isère) in het zuidoosten van Frankrijk, in de provincie die destijds Dauphiné heette. Omdat hij handig was met zijn handen en wat geld had gespaard, kocht hij een klein winkeltje waar hij eerst kruideniersproducten verkocht en later juwelen.

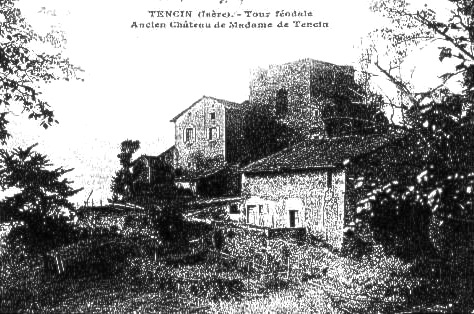
Het kasteel La Tour (afgebroken in de 19e eeuw)

Dankzij de rijkdom die hij had vergaard, kon hij een stuk grond kopen bij Monteux en de helft van het bedrijf overnemen dat de tol inde op de weg en het water tussen Valence en Mirmande. Zo was hij in staat om de universitaire opleiding van zijn twee kinderen, Pierre en Antoine, te bekostigen. Deze laatste werd doctor in de rechten, kocht vervolgens het ambt van gerechtsambtenaar in Romans, en trouwde later met Françoise de Garagnol, een jong meisje van goede komaf.
Tijdens de godsdienstoorlogen die de regio teisterden, lukte het hem – dankzij zijn wijsheid en gematigdheid – om de stad Romans uit de handen van de protestanten te houden. Om die reden verhief koning Henri III hem, als gematigde en koningsgezinde katholiek, op 3 oktober 1585 tot de adelstand, wat op 21 maart 1586 officieel bevestigd werd door het hoogste gerechtshof. Op die manier werd de zoon van een rijk geworden marskramer een edelman, hoewel de oudere adel hem minachtte.
Zijn zoon, Henri-Antoine Guérin, redde in 1597 Romans een tweede keer door middel van een heroïsche actie en voorkwam daarmee dat de hertog van Savoie de stad met de hulp van verraders zou inlijven. Hij kreeg zeven kinderen, waaronder François, die het ambt van raadsheer aan het hoogste gerechtshof van Grenoble aankocht en daarmee tot de adelstand verheven werd. Dankzij zijn echtgenote, Justine du Faure, werd hij eigenaar van een klein en onbelangrijk stuk grond dat Tencin (Grésivaudan) heette en grensde aan de Isère, wat onderdeel uitmaakte van het landgoed van Monteynard. François veranderde zijn patroniem door zich naar dit stuk land te vernoemen. Vlak voor zijn dood in 1672 kocht hij, om een goede indruk te maken, een oud en vervallen Saraceens kasteeltje aan de rand van de wijngaarden op zijn landgoed, dat simpelweg le château de La Tour (‘het kasteel van de Toren’) werd genoemd.
De oudste zoon van François Guérin, Antoine, werd raadsheer aan het hoogste gerechtshof van Grenoble en vervolgens de voorzitter van het gerechtshof van Chambéry ten tijde van de Franse bezetting van de Savoie. Hij trouwde met Louise de Buffévent en kreeg met haar twee zoons, waaronder de kardinaal De Tencin, en drie dochters, waaronder Alexandrine. Een van de twee andere dochters, Marie-Angélique, was de moeder van Antoine de Feriol de Pont-de-Veyle en van Charles-Augustin de Ferriol d’Argental.

### Een amazone in een mannenwereld
‘On voit bien, à la façon dont il nous a traitées, que Dieu est un homme.’

‘We zien duidelijk dat God een man is aan de manier waarop hij ons heeft behandeld.’— Madame de Tencin
Als de tweede van vijf kinderen werd Alexandrine – zoals toen gebruikelijk was – al jong, op achtjarige leeftijd, ondergebracht in het dichtbijgelegen en koninklijke klooster van Montfleury, één van de rijke abdijen waar de regels van Sint Dominicus waren versoepeld. Het kloosterleven stond haar echter tegen en het is louter onder dwang dat zij besloot om haar geloften af te leggen op 25 november 1698. De dag erna tekende ze echter al officieel protest aan bij de notaris met de hulp van haar biechtvader, waarvan Charles Pinot Duclos beweerde dat hij ‘een naïef instrument was dat zij inzette om haar doel te bereiken’. Gedurende de jaren die volgden, zou ze dat protest vele malen herhalen om te voorkomen dat het nietig zou worden verklaard.
Waar of niet, de beschuldiging van Duclos toonde duidelijk het lef en de wilskracht waar De Tencin al jong over beschikte en die zij inzette om zich met alle mogelijke middelen te verzetten tegen zowel het ouderlijk gezag als de gewoontes uit die tijd.
Haar volharding zou lonen, maar ‘Zuster Augustine’ moest wachten tot haar vader stierf (1705) en de weerstand en hypocrisie van haar moeder overwinnen om Montfleury in 1708 te kunnen verlaten. Na een kuur in Aix-les-Bains, in de buurt van Chambéry en Grenoble, om haar zwakke gezondheid te verbeteren, vond ze een jaar later onderdak in … het klooster van Sainte-Claire in Annonay, waar Madame de Simiane, een van haar tantes, woonde. Het ene klooster verlaten voor het andere kan vreemd lijken, en dat was het ook voor haar tijdgenoten. Er werd geroddeld dat zij daar een ideale schuilplek had gevonden om te bevallen van een tweeling die in Aix zou zijn verwekt door Arthur Dillon, luitenant-generaal van de maarschalk Médavy. Het staat echter vast dat dit pure kwaadsprekerij was, want uit het onderzoek van het officialaat, die de pauselijke brief zou uitspreken die zij uiteindelijk op 2 december 1711 bemachtigde, bleek dat zij onschuldig was. Op 5 november 1712 werd zij van haar geloften ontheven, daar men oordeelde dat haar inderdaad geweld was aangedaan bij haar intrede in het klooster. Dit oordeel werd in 1730 gepubliceerd, maar haar vijanden bleven haar de ‘Kloosteroverste De Tencin’ noemen.
Alexandrine wachtte de terugkeer naar het gewone leven niet af en vertrok eind 1711 al naar Parijs samen met haar chaperonne Madame de Vivarais. Ze verbleef enige tijd in het klooster van de Dames de Saint-Chaumont, en vervolgens, omwille van haar gezondheid, in het klooster van de Dominicaines de la Croix. Toen zij eenmaal ontheven was van haar geloften, ging zij uiteindelijk bij haar zus wonen, de gravin Marie-Angélique de Ferriol d’Argental, die ook al de beroemde jongedame Aïssé onderdak bood. In de jaren daarna wist zij daar de gasten van de salon van haar zus voor zich te winnen dankzij haar levendige geest, de humor in haar gevatte antwoorden en haar verbazingwekkend aanpassingsvermogen gezien haar beperkte levenservaring. Het lukte haar bovendien om de verloren tijd in te halen, of dat nou was tijdens de feesten van de regent (Philippe van Orléans) op het Château de la Source in Orléans of elders … In april 1717 – zij was toen twee maanden zwanger – tekende zij een huurovereenkomst voor het leven met de nonnen van het klooster van La Conception voor een appartement aan de rue Saint-Honoré. Het appartement bevond zich boven het klooster zelf en tegenover de ‘Sot Dôme’ van het klooster van l’Assomption (vandaag de dag de Poolse kerk van Parijs), oftewel op een paar honderd meter afstand van het herenhuis van Madame Geoffrin. Op 24 juni betrok zij het appartement en in augustus tekende ze vervolgens een overeenkomst voor de rest van het huis tegen hogere betaling. Zo kon zij, na haar bevalling, haar eigen salon openen die tot 1733 voornamelijk zou gaan over politiek.
Vanaf dat moment lijkt haar motto te zijn om mannen op hun eigen terrein uit te dagen, misschien louter om zich te wreken voor de 22 jaar die zij gedwongen in het klooster had doorgebracht.

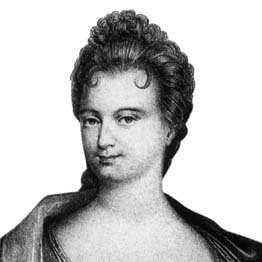
Madame de Tencin door Victor Cassien (19e eeuw)

Toen zij de ‘publieke minnares’, zoals de filosoof Saint-Simon haar noemde, was geworden van de belangrijkste minister, de priester en latere kardinaal Dubois, begon zij met diens hulp de kerkelijke en politieke carrière van haar broer Pierre-Paul (1679-1758) te ondersteunen, een man zonder karakter voor wie zij als het ware dienst deed als mannelijk geweten. Om haar illustere minnaar te bedanken voor zijn vrijgevigheid, werd zij met volle overtuiging ‘een waardevolle informant, en zo nodig, een bemiddelaarster in zaken met de Engelsen’, zo schreef Pierre-Maurice Masson, door handig gebruik te maken van haar vrienden die toegang hadden tot de hoogste kringen van de macht.
Naast haar politieke talenten, moet ook aandacht geschonken worden aan haar talenten als zakenvrouw.
Geld heeft altijd een uiterst belangrijke plaats ingenomen in het leven van De Tencin. Alle middelen waren geoorloofd om haar fortuin te doen toenemen. Zo opende zij op 28 november 1719, niet gehinderd door haar maatschappelijke positie, een kredietbureau aan de rue Quincampoix en richtte zij een commanditaire vennootschap op, wat we vandaag de dag een investeringsbank met variabel kapitaal zouden noemen, nadrukkelijk bedoeld voor speculatie met aandelen. Om dit te kunnen doen had zij geld nodig: op een kapitaal van 3,5 miljoen pond bracht zij 691.379 Tournooise ponden in, oftewel haar wettelijk erfdeel, wat zij al had verdriedubbeld door het à fonds perdu te beleggen in ‘l’extraordinaire des guerres’, een koninklijk fonds dat Louis XIV in het leven had geroepen ter financiering van zijn oorlogen. Ook Charles-Jean-François Hénault d’Armorezan, ook wel ‘président Hénault’ genoemd, droeg bij, net als meerdere familieleden en een aantal van haar vrienden, waaronder de ridder Louis Camus Desouches, alias Destouches-Canon. Het zakenduo Tencin-Hénault bleef maar drie maanden bestaan: dankzij het waardevolle advies van de bankier John Law en vooral van haar minnaar Dubois, slaagde zij er nogmaals in om haar fortuin te verdrievoudigen door haar aandelen op tijd te verkopen om de opbrengt van het systeem van Law met een aantal zakenpartners te kunnen delen. Zij ging zelfs zo ver dat zij zich inliet met malafide bankiers, dat is overduidelijk terug te vinden in haar zakelijke correspondentie. Voor haar winstbejag had zij echter een goed excuus. P.M. Masson schreef hierover: ‘Dat wat nog enige waardigheid, of op zijn minst enige onbaatzuchtigheid, toedicht aan dit spel van Madame de Tencin, is dat haar goudkoorts louter bedoeld is om macht te kunnen vergaren voor haar onbeduidende broer, waar zij al haar ambitieuze hoop op gevestigd heeft.’ Zij wilde dus regeren, maar bij volmacht, omdat de onrechtvaardigheid van die tijd de vrouw de rol van huisdier toekende. Dat was de ambitie van de ‘mooie en misdadige kloosteroverste Tencin’, aldus Diderot. En om haar doel te bereiken, leefde zij een bijzonder kuis leven, ook al paste dat haar van nature eigenlijk niet.
Dit is niet de juiste plek om in te gaan op de schemerachtige details van het concilie van Embrun (1727) waardoor de zo geliefde broer van Alexandrine recht tegenover de oude en rechtzinnige bisschop van Senez, Jean Soanen, kwam te staan. Het is voldoende om te weten dat dit de aanleiding was voor De Tencin om haar salon te veranderen in het middelpunt van de ultramontaanse opwinding. Alles waar zij haar hand op kon leggen, zette zij in ter verdediging van haar broer en Rome. Zo geschiedde het bijvoorbeeld dat Fontenelle of Houdar de La Motte, om het daarbij te houden, de meeste toespraken van de bisschop Pierre-Paul Guérin de Tencin moesten schrijven. Zij dook ook zelf in de pen, dat waren waarschijnlijk haar eerste schreden in de literatuur, en stuurde iedere week tendentieuze verslagen van het werk van het concilie, dat uiteindelijk Soanen zou veroordelen, naar een dagbladuitgever in Holland. Haar overdreven ijver was desalniettemin niet in haar voordeel, want kardinaal Fleury, die het beu was om haar dag en nacht in de gaten te moeten houden, besloot op 1 juni 1730 om haar in het belang van de staat te verbannen, zo ver mogelijk van de hoofdstad vandaan.
Na vier maanden ‘afzondering’ in Ablon, waar haar zus een buitenhuis bezat, kreeg zij vanwege haar zwakke gezondheid toestemming om terug te komen naar Parijs.
Ze had haar les geleerd en tien jaar lang bleef ze op de achtergrond, hoewel ze nog altijd net zo overdreven druk was. Vanaf dat moment legde ze zich toe op haar salon, die uitgroeide tot een exquise centrum van literatuur en scherpzinnige gesprekken. De belangrijkste schrijvers van die tijd, die zij tijdens de salon van de markiezin De Lambert in 1733 bij elkaar had verzameld, wilden allemaal graag deelnemen. Onder andere Fontenelle, een oude vriend, kwam er regelmatig, maar ook Marivaux, die zijn zetel aan de Academie française (1742) en voortdurende financiële steun aan haar verschuldigd was, de priester Prévost, Duclos en later Marmontel, Helvétius, Marie-Thérèse Geoffrin en Montesquieu. Deze laatste noemde zij haar ‘petit Romain’ (kleine romein) en zij zou hem later helpen met de eerste serieuze publicatie van zijn werk De l’esprit des lois (‘Over de geest van de wetten’, 1748) na de eerste ‘verminkte’ uitgave in Genève (1748). Schrijvers – behalve Voltaire, die zij in haar brieven de ‘meetkundige’ noemde en zij in de Bastille-gevangenis had ontmoet en niet graag mocht – maar ook de grootste denkers uit die tijd, alsmede diplomaten, bankiers, geestelijken en hoge ambtenaren van alle nationaliteiten, droegen de goede naam van haar salon tot ver buiten de landsgrenzen van Frankrijk. Een dag per week, de dinsdag, stond echter uitsluitend in het teken van de literatuur. In een zeer gemoedelijke sfeer kwamen de schrijvers waarmee zij bevriend was, en die zij ‘haar beesten’ noemde, hun nieuwste stukken presenteren of luisteren naar de voordracht van werken van jonge debutanten, die Alexandrine meestal voorzag van een paar verstandige adviezen. Regelmatig gaven zij zich ook over aan het plezier van het gesprek en wijdden zij zich aan hun favoriete onderwerp, de metafysica van het gevoelsleven. Volgens Delandine waren zij het zelfs geweest die deze vraagstukken binnen de gevoelscasuïstiek weer terug in de mode hadden gebracht, vragen die juist door hun abstractie de meest subtiele en paradoxale meningen toestonden. Niemand overtrof op dit gebied overigens het vernuft van de dame des huizes, die erg hield van belerende uitspraken en grappen. Ze heeft haar romans er overigens van doorspekt, die zodoende ‘vaak de indruk wekken dat zij het vervolg zijn in romanvorm van de gesprekken die plaatsvonden in haar salon’, zo schreef Jean Sareil. Ter illustratie een aantal uitspraken uit haar roman Malheurs de l’amour: ‘Hij die zijn gevoelens niet bestudeert, hoeft ook geen moeite te doen om ze te bevechten’; ‘Het hart voorziet ons van alle fouten die we nodig hebben’; ‘Men zegt zichzelf nooit duidelijk dat hij niet geliefd is’; ‘De waarheid is bijna van hetzelfde niveau als de onschuld.’
Want het was immers in die tijd dat Alexandrine anoniem haar eerste twee romans publiceerde, en met onmiddellijk succes. Toch is het onwaarschijnlijk dat het een omslag in haar leven was, want ook al had ze haar religieuze, politieke en zakelijke gekonkel op een lager pitje gezet, ze was er nooit helemaal mee gestopt. Sinds haar terugkeer uit ballingschap was haar grote project namelijk geweest om haar broer tot kardinaal te maken. Daarvoor was echter de goedkeuring van koning Louis XV nodig, al leek het alsof ‘niets wat in zijn koninkrijk gebeurt hem interesseert, zo schreef zij in haar brieven, behalve misschien de intriges van Alexandrine die hem, in haar eigen woorden, ‘kippenvel’ bezorgden. Het kon haar niet veel schelen. Als zij hem niet direct kon bereiken, dan zou het haar wel indirect lukken, en daarvoor zette zij zonder schroom bemiddelaarsters in. Ze regelde dat een aantal maîtresses van de koning hem de hagiografische boeken van haar geliefde broer moesten voorlezen. Deze strategie leverde het gewenste resultaat op, vooral dankzij de hulp van de hertogin van Châteauroux. Pierre Guérin de Tencin, de broer van Alexandrine, werd de kardinaal-bisschop van Lyon in 1740 en twee jaar later minister van staat, wat hem toegang verschafte tot de Conseil du roi. De Tencin bevond zich toen op het toppunt van haar macht en door beroemde en verheffende vriendschappen te sluiten, zoals met Paus Benedictus XIV, slaagde zij erin om langzaamaan te doen vergeten waarom haar eerste schreden in de politiek als ‘schandalig’ waren bestempeld.
Na de dood van Fleury (1743) en van de hertogin van Châteauroux (1744) richtte De Tencin zich op haar laatste troef, Jeanne-Antoinette d’Etioles, de toekomstige markiezin van Pompadour. Nadat in 1741 de hele familie van de belastingpachter Lenormand de Tournehem vlakbij haar was komen wonen, bezochten zij namelijk haar salon en Antoinette d’Etioles werd op die manier praktisch het ‘adoptiekind en een beetje de leerling’ van Alexandrine, die zich zou uitsloven om haar hoog te plaatsen. Ter ere van haar weldoenster vernoemde de toekomstige gravin haar enige dochter naar haar en werd Alexandrine bij de doping de peetmoeder van het kind. Naarmate zij ouder werd, trok De Tencin zich echter meer en meer terug uit het gekonkel. Jean Sareil heeft opgeschreven dat haar naam vanaf dan ‘bijna helemaal uit de politieke actualiteit verdween en dat zij buiten literaire kringen nauwelijks nog genoemd werd.’ Zij keerde dan ook waarschijnlijk als een gedesillusioneerde en teleurgestelde vrouw (het was haar immers niet gelukt om haar broer eerste minister te maken na de dood van Fleury) terug naar haar ‘Ménagerie’, haar ‘dierentuin’, zoals zij haar salon noemde. Haar hang naar macht droogde echter niet helemaal op, daarvan getuigde het feit dat zij in die jaren zonder aarzeling en met zwaar juridisch geschut twee weeskinderen financieel ruïneerde, opdat zij zelf barones van het Ile de Ré zou worden waar zij al sinds 1735 een landgoed bezat. Toch nam haar energie geleidelijk af. Haar gezondheid verslechterde en in 1746 overleed ze bijna aan een leverziekte. Zij leed onder haar verslechterde ogen en zag zichzelf genoodzaakt om haar stukken te dicteren. Ze probeerde nog om zich te laten genezen door naar Passy af te reizen. Gedesillusioneerd en ziek schreef zij haar laatste roman, Les Malheurs de l’Amour, die in 1747 gepubliceerd werd. In dit bijzondere werk voert zij een oude vertelster op, Pauline, die teruggetrokken leeft in de abdij Saint-Antoine en die, nadat zij haar geliefde heeft verloren, besluit de pen op te pakken om aan de realiteit buiten de kloostermuren te ontsnappen. Misschien zit er een beetje van Alexandrine in dit personage, een teleurgestelde Alexandrine die haar gevoelens altijd tevergeefs had geofferd op het altaar van de macht en die alleen en verlaten was geëindigd, ware het niet voor het gezelschap van haar laatste getrouwen die op bezoek bleven komen: Marivaux, Fontenelle en haar arts en erfgenaam Jean Astruc. Door het personage van Pauline en de passie waarmee de roman is opgedragen aan een man, maakt De Tencin de indruk een verlegen en gevoelige vrouw te zijn die al jong getekend was door de autoriteit van haar vader, de hypocrisie van haar moeder en de lichtvaardigheid van mannen, en zich wreekt door een verstandige vrouw te worden die zich door niets laat raken. Een vrouw die vele jaren later, toen ze haar fictieve memoires schreef, spijt had dat zij niet de weg van de hartstocht had gekozen zoals zij de heldin in het boek liet doen. Les Malheurs de l’amour is daarom niet alleen een sentimentele, optimistische roman in de vorm van fictieve memoires, maar ook een boek met een schaduwkant, namelijk een verhaal over een mislukt leven, het hare.
Eind 1748 trok zij zich, gehandicapt en zwaarlijvig, terug in haar nieuwe appartement aan de rue Vivienne, waar zij de laatste maanden van haar leven besteedde aan een ultiem gevecht tegen de censuur, zodat De l’esprit des Lois (‘Over de geest van de wetten’) van haar vriend Montesquieu eindelijk gepubliceerd kon worden.
‘Moge zij in de hemel zijn, omdat zij zo flatteus over Onze nederige persoon sprak,’ zo schreef Paus Benedictus XIV na de dood van De Tencin. Zij overleed op donderdag 4 december 1749 rond vijf uur in haar tweede appartement in de rue Vivienne. Het volk was echter een andere mening beschoren en blies een andere ‘loftrompet’ over haar:
‘Misdaad en zonde zijn geëindigd
Door het overlijden van De Tencin
Helaas! Denk ik bij mezelf, de arme stakker
Maar haar broer is toch nog onder ons?’
Ze is begraven in de Sint-Eustachiuskerk in Parijs.

### Een hart in dienst van de rede
De buitensporige hang naar macht van De Tencin hield ook verband met haar uitgesproken aantrekking tot het avontuur in de liefde. Want ze was er weliswaar tegen het einde van haar leven in geslaagd om zich een respectabele reputatie aan te meten door zich voor te doen als een ‘moeder van de kerk’, haar liefdesaffaires binnen de hogere Parijse kringen zorgden ervoor dat er onophoudelijk over haar geroddeld werd tot zij een aardig hoge leeftijd had bereikt. ‘Ze was intrigerend (dat woord komt terug bij zowel de maarschalk Villars als bij Madame de Genlis) en ze was het gewend om op alle mogelijke manieren haar lichaam en haar geest in te zetten om haar doel te bereiken,’ een mening die ook Saint-Simon erop nahield. Zo werd ze al snel de schietschijf van novelleschrijvers die haar vele minnaars toeschreven. De criticus Pierre-Maurice Masson beweerde zelfs het volgende: ‘Haar minnaars, die ze soms in willekeurige volgorde ontving, dienden zich zo talrijk en in het openbaar aan dat zij zich geen minnaars meer konden noemen. En dat oude Franse scheldwoord waar zij door de zangers van toen voor werd uitgemaakt, is nog zacht uitgedrukt.’
Volgens de geruchten werd zij al snel in nauw verband gebracht met zeer hooggeplaatste personen. Vanaf 1714 werd zij de officiële maîtresse van de priester Dubois, die toen nog niet zijn geloften had afgelegd en die Pierre-Paul de Tencin in het zadel zou helpen. Deze eerste minnaar zou mogelijk zelf zijn opvolgers hebben bepaald, zoals de Regent bijvoorbeeld, oftewel Filips van Orléans, die zij tegen zich in het harnas joeg door het op te nemen voor de troonpretendent van het Koninkrijk Groot-Brittannië, Jacobus Frans Eduard Stuart. Hij stuurde haar vervolgens, volgens Duclos, met keiharde woorden weg (hij beklaagde zich dat ‘hij niet hield van h… die zaken tussen de lakens bespreken’). Daar kwamen nog een paar anderen bij, zoals de graaf van Hoym, de hertog Richelieu – haar belangrijkste troef aan het hof – en de graaf d’Argenson, die luitenant bij de politie was. Toen deze laatste minister van justitie werd, kon zij onder zijn bescherming in alle rust blijven speculeren, omdat zijn zoon zijn eerdere functie én zijn maîtresse overnam.
Op de lijst die de kroniekschrijvers uit die tijd hadden samengesteld, stonden ook politici, inclusief destijds beroemde figuren, zoals Lors Bolingbroke, Matthew Prior – die haar in staat stelde om door te dringen tot de coulissen van de buitenlandse politiek – en Charles-Joseph de La Fresnaye (wiens naam lijkt op die van de vreselijk pedante snuiter in haar roman Les Malheurs de l’amour). La Fresnaye was bankier aan het Hof van Rome, advocaat en daarna raadsman binnen de juridische raad van de koning (Grand Conseil), en bovendien de schoonzoon van de baron Jean Masseau, die broer en zus Guérin de Tencin hielp met het investeren van hun geld. Overigens moest ze uiteindelijk besluiten om afscheid te nemen van La Fresnaye, al was zij daadwerkelijk dol op hem geweest, omdat hij de gewoonte had om te gokken en te speculeren en omdat hij de vele leningen die Alexandrine hem had gegeven niet meer kon terugbetalen. Bovendien had hij het lef gehad om haast overal kwaad over haar te spreken. Deze ene keer was zij echter niet voorzichtig genoeg: La Fresnaye, die zowel zijn verstand als zijn hele vermogen was kwijtgeraakt, kreeg het ongelukkige idee om op 6 april 1726 in de achterkamer van Alexandrine’s appartement zelfmoord te plegen, terwijl hij vooraf in zijn testament had laten opnemen dat zij verantwoordelijk was voor zijn dood. Dat avontuur zorgde ervoor dat De Tencin in de Châtelet-gevangenis terechtkwam, en vervolgens in de Bastille, waar zij niet werd ontzien. Zo werd ze ’s nachts geconfronteerd met het opgegraven en half ontbonden lijk van La Fresnaye en moest zij ook nog de hatelijkheden van haar illustere buurman Voltaire verdragen, die in de cel naast haar zat. Ze werd pas drie maanden later verlost uit deze hel toen zij werd vrijgesproken en wettelijk erfgenaam werd van de nalatenschap van haar slachtoffer.
Hij lijkt er dus op dat ‘houden van’ voor De Tencin vooral ‘met liefde profiteren van’ betekende en dat ‘macht’ het enige lijdend voorwerp was dat bij het werkwoord ‘gehecht raken aan’ paste. ‘Het merendeel van haar vriendschappen, van al haar liefdesaffaires, lijken elkaar, om het zo maar te zeggen, op te volgen in de leegte van haar hart en zijn bovendien betekenisloos. Het hebben van een vriend is voor haar partij kiezen, een nieuwe minnaar is onderdeel van een plan. Bij haar is alles opzet. Elk verlangen is dwingend gericht op de verwezenlijking van haar wil en haar denken leidt altijd tot een streven en een strijd,’ zo waarschuwde Pierre-Maurice Masson.
In haar brieven bond zij er geen doekjes om en erkende zij ook zelf een zeker arrivisme, zo toont dit fragment uit een brief van 1 augustus 1743 aan de hertog De Richelieu: ‘Een slimme vrouw weet hoe zij het plezier kan vermengen met het algemeen belang en slaagt erin om haar minnaar te laten doen wat zij wil zonder hem te vervelen.’
We moeten niet te snel de conclusie trekken dat zij een harteloze vrouw was. We zijn immers alleen bekend met haar publieke contacten, die in de eerste plaats om zaken gingen. In haar brieven sijpelde nooit iets door over haar privéleven. De manier waarop zij meerdere boeken heeft voorzien van een opdracht, lijkt te bewijzen dat zij wel echte liefde heeft gekend, net zoals de meeste vrouwelijke hoofdpersonen in haar romans. Dat kan echter ook geïnterpreteerd worden als een truc van de auteur die koste wat kost anoniem wilde blijven, zoals het bekwame vrouwen uit die tijd betaamde, om de verdenkingen van de lezers af te houden. Overigens zou het nog niet zo eenvoudig zijn om een naam te geven aan de uitverkorene. Zou het gaan om Jean Astruc, haar arts en minnaar vanaf 1723, die onderhands meerdere honderdduizenden ponden erfde, om Sir Luke Schaub, die zij ‘mijn echtgenoot’ noemde, of om de hertog De Richelieu?: ‘Ik houd van u en zolang ik leef zal ik meer van u houden dan welke andere maîtresse van u dan ook, en meer dan ooit door iemand anders van u gehouden zal worden.’
Misschien was het wel de Zuid-Nederlandse prins Leopold Filips van Arenberg (1690-1754), die tussen verschillende militaire veldtochten door in Parijs verbleef. Waarschijnlijk werd uit hun kortstondige liefde tijdens het carnaval van 1717 een zoon geboren, de toekomstige D’Alembert, die zij de dag na zijn geboorte op 17 november 1717 te vondeling legde – vrijwillig of niet, dat zullen we nooit weten – op de trappen van de kerk Saint-Jean-le-Rond in Parijs. Het was Destouches-Canon, een vertrouweling van deze prins, die alleen het onderhoud en de opvoeding van dit kind, uiteindelijk geplaatst bij de voedster mevrouw Rousseau, op zich nam. Alexandrine zocht hem maar één keer – en kort ook – op in 1724 … Het was Destouches, en later zijn broer Michel en zijn weduwe Jeanne Mirey, die hem zijn leven lang zou voorzien van een betaling van 1200 pond als lijfrente.

### Een bejubeld oeuvre en een bekritiseerde vrouw
Hoewel in de 18e eeuw maar heel weinig mensen de boeken of de salon van Madame de Tencin bekritiseerden, is het daarentegen opmerkelijk te constateren hoezeer haar romantische, zakelijke, religieuze en politieke intriges destijds de algemene verontwaardiging opriepen. Saint-Simon, en met hem het merendeel van haar biografen, liet nooit een kans voorbij gaan om haar te hekelen in zijn Mémoires of in zijn Annotations au journal du marquis de Dangeau, net als de liedjesdichters die haar naar hartenlust en voor het minste of geringste door het slijk haalden. Om nog maar te zwijgen van de aanvallen die haar naasten deden, zoals de beroemde Mademoiselle Aïssé (wiens naam zonder veel moeite in verband kan worden gebracht met een van de personages uit de roman Les Malheurs de l’amour, Mademoiselle d’Essei), die in haar brieven zich er niet van weerhield om haar meerdere keren op de korrel te nemen. Later, na haar dood, tegen het einde van de 18e eeuw, werd haar reputatie nog meer beschadigd. Jean Decottignies schreef dat zij ‘werd meegesleurd in de systematische afkeuring van de samenleving waar zij onderdeel van had uitgemaakt. Vanaf dat moment behoorde de legendarische Madame de Tencin niet meer tot de ingewijden maar tot de geschiedenis, als het al gepast is om dat woord te gebruiken voor de activiteiten van Soulavie en de zijnen. Het was de tijd waarin Mémoires secrets werd ontdekt en heimelijke brieven werden onthuld. De Tencin incarneerde het corrupte systeem van toen. Deze tweede golf heeft definitief haar imago bezoedeld.’
Niet veel mensen spraken met lof over de ‘mooie en misdadige De Tencin’, zoals zij vroeger genoemd werd. Tot hen behoren Piron, die haar stelselmatig prees, een geheimzinnige en anonieme getuige die ons in 1786 onder het pseudoniem ‘Solitaire des Pyrénées’ (de eenzame uit de Pyreneeën) de charmes van haar salon heeft beschreven in Le Journal de Paris, en bovenal Marivaux. Hij schetste immers een flatteus portret van De Tencin in zijn onvoltooide roman La Vie de Marianne, of eerder van Mevrouw Dorsin, want dat is de naam die hij had gekozen om haar hulde te brengen:
‘Rest mij om te vertellen over de hartelijkste en tegelijkertijd meest unieke persoon ter wereld (…). Ik weet niet of haar sprankelende geest er ooit toe geleid heeft dat men haar hart minder heeft gewaardeerd dan had gemoeten, maar (…) ik ben blij dat ik u kan voorzien van een waarachtig portret van de beste persoon ter wereld (…) die beschikte over een superieure geest, wat in de eerste plaats een beetje tegen haar werkte.’— Marivaux
Een dergelijk portret is zeldzaam van de hand van de schrijvers uit die tijd. Zij waren goed op de hoogte van de dame en haar uitspattingen. Schrijvers als Fontenelle, Montesquieu of Madame du Deffand lieten zich liever terughoudend over haar uit en praatten niet over haar schaamteloze gedrag. Of zij kozen er in navolging van Marmontel voor om een strikt neutrale houding aan te nemen ten aanzien van de geruchten die zij niet konden negeren.
De Tencin had gedurende de hele 18e eeuw dus niet de beste reputatie en we kunnen niet anders dan akte nemen van de overwegend negatieve meningen van haar tijdgenoten. Zonder haar eigenhandig in ere te willen herstellen, moet toch opgemerkt worden dat haar persoonlijkheid ongetwijfeld meer waard was dan haar reputatie. Als vrouw in de schijnwerpers, die zich middenin allerlei intriges bevond en bovendien naar Marivaux’s woorden beschikte over een ‘uitstekend denkvermogen’, was zij immers als vanzelf het mikpunt van jaloezie en kwaadsprekerij. Bovendien heeft zij de laster nooit tegengesproken, wat haar waarschijnlijk de meeste schade heeft berokkend, omdat zij net als de markies van La Valette in haar roman Les Malheurs de l’amour ‘haar reputatie nooit belangrijk leek te vinden zolang ze vond dat ze haar gedrag tegenover zichzelf kon verantwoorden. Ze deed wat ze dacht te moeten doen en liet de mensen oordelen.’
Bij haar onverschilligheid over haar reputatie kwam ook een fanatiek activisme kijken, dat de gegoede klasse uit die tijd ongetwijfeld irriteerde. Het is bekend dat de juridische status van de vrouw onder het Ancien Régime gelijk stond aan die van een ‘lijfeigene’. Door haar geslacht bestond haar sociale rol uit gehoorzamen. Die mening was overigens het merendeel van de deelnemers – man én vrouw – beschoren die deelnamen aan het debat over wie in de maatschappij aan het roer moest staan. Het kan niet anders dan dat Alexandrine onder dit nadeel heeft geleden. Zij kwam bij uitstek tot bloei als zij actief was en leek in niets op de passieve vrouwen die in vele romans uit de eerste helft van die eeuw werden beschreven. In feite was zij maar in beperkte mate ‘vrouw’. Haar geest, zoals Marivaux beschreef in Étrennes aux Dames, ‘bezat net zoveel kracht als de geest van een man’. De ‘mannelijke’ kant van haar karakter, die ook door Delandine werd onderstreept, was zelfs zo overheersend dat de schone barones moest worden teruggefloten door kardinaal Fleury:
‘Staat u mij toe u te zeggen dat u een teruggetrokken leven zou moeten leiden en u zich nergens mee zou moeten bemoeien. Het is niet afdoende om geestig te zijn en goed gezelschap te zijn; uit behoedzaamheid is het noodzakelijk dat u – en vooral u als vrouw – zich alleen met dingen bezighoudt die binnen de grenzen van uw domein vallen. Ik verzeker u dat de koning ervan op de hoogte is dat u niet altijd binnen deze grenzen blijft …’— (uit een brief van 15 juni 1730)
Ze geringschatte haar eigen sekse zo dat zij veel moeite had om die grenzen te respecteren. Voor haar was het vrouw-zijn niets anders dan een manier om mannen te controleren. Een feilbaar middel wel, want het hoofd van een vrouw was als het erop aankwam een vreemd ‘vaantje’ dat met alle winden meewaaide en verpestte alles met haar geklets en naïviteit. In haar ogen was het zonneklaar dat mannen veel beter waren dan vrouwen en zij onthield het zichzelf niet om dat in een van haar eigenhandig geschreven brieven te bevestigen, met haar geheel eigen spelling:
‘Het zou duizend keer hoffelijker zijn geweest om me ervan te overtuigen dat ik ongelijk had toen ik tegenover u (graaf Hoym) verdedigde dat mannen vrouwen overtreffen, al was het maar voor de sier.’— (handgeschreven brief van 9 mei 1718)
Als sterke vrouw die niets of niemand klein kreeg, als vrouw die boven een heel aantal mannen uitsteeg, heeft zij ongetwijfeld menigeen gechoqueerd met haar strijdlust tegen sociale pesterijen, haar afkeer van de traditionele deugden, haar extreme hartstocht en de almacht van haar denkvermogen dat voor niets stopte, zelfs niet voor de liefde. Dat was zelf zo erg dat menig lezer zich heeft afgevraagd hoe een vrouw met het karakter van De Tencin zulke fijngevoelige romans heeft kunnen bedenken waarin zachtaardige en verfijnde zielen zich uiten, waarin zo weinig gebreken en avonturen voorkwamen. Pierre-Maurice Masson beweerde zelfs dat ‘men mogelijk tevergeefs zocht naar de cynische en onverschrokken vrouw die De Tencin was geweest’. Maar is dat de juiste interpretatie van haar romans? Het is niet zo zeker dat haar boeken werkelijk een lofrede op de deugd zijn en zachtmoedige en onderworpen hoofdpersonages tot regel willen maken, noch dat de romans werkelijk de hartstocht boven het verstand verheffen. In werkelijkheid komen vele belangrijke gebeurtenissen uit het leven van Alexandrine terug in haar romans en een aantal van haar dappere karaktertrekken en van haar subversieve waarden worden erin uitgewerkt. Onderzoek naar de morele gevoelswereld in haar romans, die zich achter het klassieke laagje bevindt, heeft dat onomstotelijk bewezen: de afstand tussen het oeuvre en de auteur is slechts schijn, en bevestigt daarmee de orale traditie uit die tijd. De Tencin is zeer aanwezig in het oeuvre, niet in een specifiek vrouwelijk personage, maar verdeeld over alle personages. Het mag dus geen verrassing zijn als zij plots terloops in een passage op een willekeurige pagina verschijnt.

## Madame De Tencin, de schrijfster

### Het literaire succes van haar boeken
Na de berisping van Fleury in 1730 besloot De Tencin dat het de voorkeur genoot om zich vanaf dan toe te leggen – alhoewel niet uitsluitend – op haar taken als voorzitter van haar ‘Ménagerie’, die in heel Europa bekend zou worden. In haar salon, omgeven door de grootste schrijvers uit die tijd, schreef zij haar eerste boeken. De vraag is of zij haar leven wilde omgooien, of misschien de schandalen wilde doen vergeten waarvan zij liever had gehad dat ze minder algemeen bekend waren geweest. Misschien kwam de keuze voort uit de wens om hulde te brengen aan de man waar ze van hield. Of, zoals P.-M. Masson dacht, misschien wilde zij ‘op haar manier kunst maken om haar verleden op een bepaalde manier te zuiveren en een zeker respect te herwinnen dankzij haar sterke en unieke pen.’ Het is nagenoeg onmogelijk om dat met zekerheid te zeggen, want De Tencin heeft zich nooit uitgelaten over haar beweegredenen om te beginnen met schrijven. Aangezien zij het gekonkel daarentegen nooit heeft gestaakt en zij nooit toegegeven heeft dat de boeken van haar hand waren, kunnen we beter Delandine volgen in zijn redenering: ‘Door haar omgang met de meest gerespecteerde geleerden van Parijs en haar waardering voor hun werken, kreeg zij de behoefte om ook zelf de pen op te pakken. De literatuur was voor haar een middel om zich te ontspannen tussen de donderbuien door. Net zoals een reiziger die golven, rotsen en stormen trotseert omdat hij gelukkig wil zijn en profiteert van een rustmoment om zijn observaties op te tekenen en hoop en vrees te delen met zijn vrienden op afstand.’

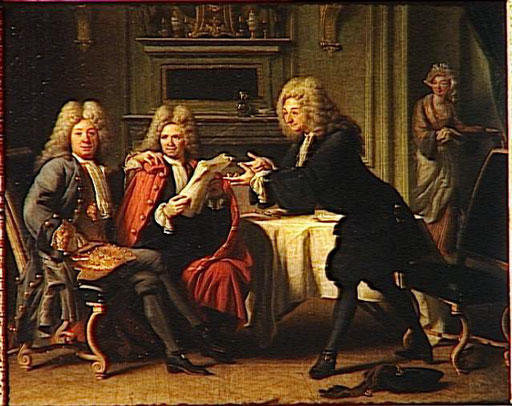
Madame De Tencin dient de chocola op, een schilderij van J. Autreau, 1716

Wat haar werkelijke motivatie ook is geweest, in 1735 publiceerde ze bij de uitgever Néaulme in Parijs, anoniem en zonder koninklijke toestemming, korte ‘fictieve mémoires’ van 184 pagina’s, Mémoires du comte de Comminge. Het werk was onmiddellijk een succes en werd hetzelfde jaar nog opnieuw uitgegeven. Voor één keer waren de critici én de lezers het eens en unaniem lovend over de literaire kwaliteiten van het boek. In het literaire tijdschrift Pour et Contre prees de priester Prévost de ‘levendigheid’, ‘elegantie’ en ‘zuiverheid’ van haar stijl en verzekerde dat de novelle door iedereen ‘met veel plezier’ gelezen zou worden. De Zwitserse criticus La Harpe ging in zijn boek Lycée ou cours de littérature ancienne et moderne (1799) nog een stap verder en beschouwde de roman als ‘de tegenhanger van La Princesse de Clèves’, een boek van Madame de La Fayette. De roman kende zelfs in andere Europese landen succes: al heel snel werd het boek naar het Engels (1746) vertaald, waarna het Italiaans (1754) en het Spaans (1828) volgden. Het boek inspireerde Dorat om een epistel in dichtvorm te schrijven en De Gomez een novelle. Delandine vond dat De Tencin als voorbeeld zou moeten dienen, en dat deed ze, want tegen het einde van de 18e eeuw was haar novelle zo populair dat er imitaties en vervalsingen op de markt kwamen. Er zijn ook toneelstukken van gemaakt, zoals door Baculard d’Arnaud die zich door de novelle liet inspireren voor het stuk Les Amans malheureux (1764). Dankzij meer dan vijftig nieuwe uitgaves tot aan de Eerste Wereldoorlog is het werk prominent aanwezig gebleven in de literatuur. Na pakweg vijftig jaar in het verdomhoekje te hebben gezeten, werd het boek in de jaren 1960 herontdekt en sindsdien verschijnen er keer op keer heruitgaven.
Vier jaar later, in 1739, verscheen het tweede werk van De Tencin in Parijs, zonder auteursnaam et opnieuw zonder koninklijke toestemming: Le Siège de Calais, een historische novelle in twee volumes en in de vorm van een raamvertelling. Dit werk werd ook door iedereen enthousiast ontvangen en net als het boek ervoor werd het vergeleken met een meesterwerk van Madame de La Fayette. In feite was dat een wonderlijke vergelijking, want de stijl mag dan prachtig zijn, de personages in het boek zijn maar weinig terughoudend en dit verhaal begint daar waar andere verhalen eindigen … :
‘Het was al laat toen graaf Canaple aankwam bij het kasteel van Monsieur de Granson. De persoon die de deur voor hem opende was zo slaapdronken dat hij maar met moeite een lantaarn wist te bemachtigen. Hij ging meteen naar boven naar zijn appartement, waar hij nog altijd de sleutel van had. Toen hij eindelijk de deur open had gekregen, was het licht dat hij bij zich droeg al uitgedoofd. Hij kleedde zich uit en dook zo snel als hij kon het bed in. Maar wat werd hij verrast toen hij, door een zachte voet die tegen hem aanduwde, merkte dat hij niet alleen was en in bed lag met een vrouw! Hij was jong en gevoelig, dus dit avontuur, waar hij nagenoeg niets van begreep, bezorgde hem al veel beroering. En toen kwam deze vrouw, nog altijd in slaap, ook nog zo dicht bij hem dat hij haar lichaam wel heel makkelijk kon onderzoeken. In dit soort momenten moet je niet eerst diep willen nadenken. Graaf Canaple deed dat dan ook niet en benutte de kans die hij kreeg.’— Le Siège de Calais
Deze twee boeken werden dus waardig geacht in het rijtje van literaire meesterwerken van vrouwelijke schrijvers uit die tijd. De populariteit bleef toenemen tot in het midden van de 19e eeuw, met tussen 1810 en 1840 iedere twee jaar een heruitgave. Ze werden overigens ook nog vaak opnieuw uitgegeven tussen 1860 en 1890 en de roem begon pas te tanen tegen het einde van de 19e eeuw. Dat toont hoezeer de boeken in de 19e eeuw nog in de smaak vielen. In zijn boek Tableau de la littérature française au xviiie siècle (1838) schreef de criticus Villemain zelfs dat De Tencin de auteur was van ‘enkele zeer charmante romans’, waaronder Les Mémoires du comte de Comminge, volgens hem ‘de mooiste literaire titel van een vrouw uit de 18e eeuw’.
De naam De Tencin leefde dankzij deze twee romans voort tot aan het einde van de 19e eeuw, maar zij had nog twee andere werken geschreven: Les Malheurs de l’amour (1747), een waar juweeltje uit de 18e-eeuwse literatuur, en Les Anecdotes de la cour et du règne d’Edouard II, roi d’Angleterre, een onvoltooide roman in een meer verouderde stijl.
Les Anecdotes werd na haar dood in 1776 gepubliceerd bij de boekhandelaar Pissot in Parijs, met officiële goedkeuring van de koning. Alexandrine heeft alleen de twee eerste delen geschreven, de overige delen zijn van de hand van Anne-Louise Élie de Beaumont die 25 jaar na de dood van De Tencin besloot om het werk dat zij onvoltooid had nagelaten, af te maken. De Tencin genoot in die jaren duidelijk nog een goede reputatie. Waarom zou een beroemdheid als Élie de Beaumont, schrijfster van de befaamde Lettres du marquis de Rozelle (1764), bejubeld door alle critici, en echtgenote van de nog beroemdere advocaat Calas, anders besluiten om het werk van een ander af te maken in plaats van een roman van eigen hand? Ondanks haar grote bedrevenheid werd het boek echter nauwelijks opgemerkt. Pierre-Maurice Masson gaf aan dat het werk maar acht keer opnieuw is uitgegeven tot het begin van de 20e eeuw, en altijd gebundeld in de verzamelde werken van De Tencin, terwijl er van Les Mémoires du comte de Comminge wel meer dan veertig heruitgaven zijn verschenen. Van de kant van de critici kwam vrijwel geen respons op het boek. Waarschijnlijk beviel de barokke stijl van het boek, met raamvertellingen en onwaarschijnlijke plotwendingen, niet goed meer in die tijd en het zou zomaar kunnen, zo dacht Joël Pittet, dat het een werk was uit de jeugd van De Tencin en dat zij het al vroeg opzij had geschoven.
Voordat we toekomen aan een bespreking van Les Malheurs de l’amour, de roman die aan het begin van de 21e eeuw opnieuw is uitgegeven (Desjonquères, 2001), moet nog worden opgemerkt dat er nog drie andere werken aan haar worden toegeschreven. Zo zou zij rond 1720 het werk Chronique scandaleuse du genre humain geschreven hebben. Volgens P.-M. Masson paste het werk aardig binnen haar stijl en was het een ‘obsceen en handgeschreven verhaal over de schofterige daden van bekende libertijnen uit de oudheid, dat zij had geschreven voor Dubois en de Regent (Filips van Orléans)’. Dat verhaal is nooit teruggevonden. Volgens Jules Gay zou het ‘zeer waarschijnlijk zijn vernietigd door hypocriete molinisten, jansenisten, methodisten of revolutionairen’. Ook het verhaal Chyrsal ou les aventures d’une guinée (1767) werd haar vroeger toegeschreven, maar dat is in werkelijkheid door de Engelsman Charles Johnstone geschreven. Tot slot is er nog de novelle l’Histoire d’une religieuse écrite par elle-même: een lastig vraagstuk. In mei 1786 verscheen namelijk in Parijs het werk Bibliothèque universelle des romans, waarin deze korte novelle van 24 pagina’s was opgenomen en in een voetnoot van de uitgevers werd het toegeschreven aan De Tencin. Het zou namelijk ‘de vrucht zijn geweest van haar eerste jeugdige vermaak’ en zij zou het aan de bevriende priester Trublet overhandigd hebben. Het is de vraag of we belang moeten hechten aan deze voetnoot. Terwijl de critici uit de 18e en 19e eeuw en de bibliografische registers met geen woord repten over deze novelle zonder heruitgave, bleven de critici in de 20e eeuw verdeeld: Pierre-Maurice Masson, Georges Mat, Henri Coulet en Pierre Fauchery waren van mening dat zij het heeft geschreven, zonder echter absoluut bewijs aan te leveren. Jean Sareil, Jean Decottignies, Martina Bollmann – die een voortreffelijk proefschrift heeft geschreven over de romans van De Tencin – en Joël Pittet achtten dat echter zeer onwaarschijnlijk. Verschillende argumenten lijken echter aan te tonen dat het werk niet aan De Tencin kan worden toegeschreven: de thematiek komt niet overeen, dialogen zijn afwezig, de manier waarop de psychologie wordt behandeld is verschillend en de gebruikte woordenschat is anders. Er is nog een ander feit dat deze conclusie onderschrijft, want de priester Trublet was al zestien jaar dood toen het verhaal verscheen. Volgens de criticus Franco Piva zou de novelle in werkelijkheid van Jean-François de Bastide zijn, wat de late verschijning van het werk zou verklaren.
Alhoewel L’Histoire d’une relgieuse toch hoogstwaarschijnlijk als een goede imitatie moet worden beschouwd, is de novelle in meer dan een opzicht toch interessant. Zo getuigt zij in de eerste plaats van de voorliefde voor De Tencin die in de periode van de Franse Revolutie ontstond. De eerste twee uitgaves van haar verzamelde werken in 1786 tonen dat eveneens aan, net als de publicatie van haar geheime pseudo-memoires in 1792. Bovendien zegt de novelle veel over het literaire succes van Les Malheurs de l’amour, aangezien deze roman, die een belangrijke inspiratiebron is geweest voor Jean-François de Bastide, zelfs nog aan het einde van de 18e eeuw in de smaak viel.
Deze roman was een klein meesterwerk uit de klassieke literatuur, waarin De Tencin desalniettemin haar nieuwe en subversieve ideeën uitte. Voordat we deze roman uitgebreid gaan bespreken, moeten we eerst nog ingaan op het probleem van het toeschrijven van haar werk.

### Tijdelijk betwist auteurschap

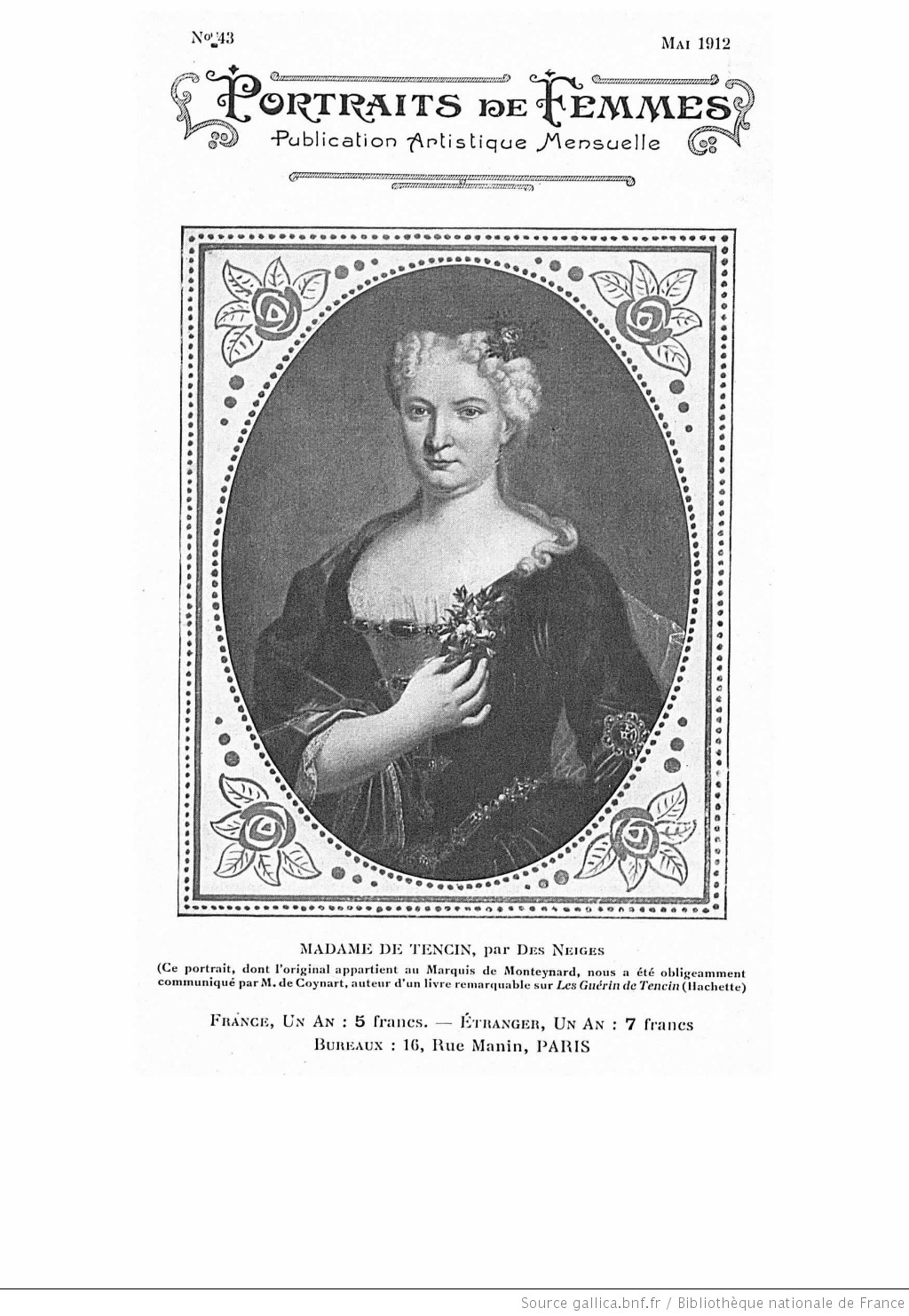
Portretten van vrouwen (1912): Madame De Tencin door Des Neiges

De persoon De Tencin had niet zoveel succes als haar werken. Hoewel de critici van vandaag de dag unaniem het auteurschap van de vier besproken werken toekennen aan deze exquise barones, is het oeuvre lang betwist geweest.
In navolging van de meeste vrouwelijke schrijvers uit haar tijd publiceerde Alexandrine haar boeken anoniem, aangezien het in die tijd een nette dame niet betaamde om zich bezig te houden met het schrijverschap (zo geloofde de markiezin van Lambert dat ze te schande was gemaakt toen Les Avis d’une mère à sa fille gedrukt werd). Of misschien heeft ze willen voorkomen dat zij haar vijanden zelf van meer munitie zou voorzien, uit vrees dat zij in haar boeken avonturen zouden vinden die mogelijk gebaseerd waren op die uit haar eigen leven. Of zij haar keuze nou maakte om de vooringenomenheid van de adel niet te bruuskeren of uit angst voor haar lezers, zij zou in ieder geval niet bij leven de vruchten plukken van haar succes.
Al klopt dat toch niet helemaal, want dergelijke geheimen blijven nooit lang geheim. Het duurde dan ook niet lang voordat de naam De Tencin in de wandelgangen begon rond te zingen. Dat bewijst een brief van de priester Raynal (1749) aan een buitenlandse correspondent, waarin hij aangaf dat ‘drie boeken vol van plezier, verfijning en gevoelens’, waarvan hij de titels noemde, aan Alexandrine toegeschreven zouden moeten worden. Haar ‘beesten’ (de vaste bezoekers van haar salon) waren overigens ongetwijfeld op de hoogte. Hoewel de meesten het geheim hebben bewaard, laat een gedicht van Piron in nauwelijks verhullende termen de ware identiteit van de auteur doorschemeren wat betreft de meest succesvolle roman van de drie. Het ging om het gedicht Danchet aux Champs-Élysées waarin hij een kring van negen muzen beschreef die hij ontmoette in de séjour des Bienheureux, waar Alexandrine later voorzitter van zou worden:
Car vous seule y devez prétendre,
Vous seule y monterez un jour,
Vous dont le pinceau noble et tendre
A peint les malheurs de l’Amour.— Danchet aux Champs-Élysées - Piron
Behalve enkele zeldzame aanwijzingen zoals deze, is er in de dertig jaar na de eerste publicatie van De Tencin (1735) niet een getuigenis opgetekend waarin de naam van de schrijfster expliciet genoemd werd. Daarom deden verschillende geruchten vrij de ronde die de drie romans aan andere auteurs toeschreven, en voornamelijk aan haar eigen neven, d’Argental en Pont-de-Veyle, net zoals de naam Segrais hoorde bij Madame de La Fayette. Misschien was dat wel de beste manier om de boeken aan Alexandrine toe te schrijven. Het is immers op zijn minst opmerkelijk dat deze vermeende auteurs tot haar eigen familie behoorden. En vervolgens hoeft er nog maar een kleine hobbel genomen te worden om zich voor te kunnen stellen dat zij deze geruchten zelf aanwakkerde, zo niet zelf de wereld in hielp, zodat de boeken in ieder geval met haar familielijn in verband zouden worden gebracht. Van d’Argental had ze in ieder geval geen hoge pet op en als ze al met iemand zou hebben samengewerkt, dan had ze ongetwijfeld iemand gekozen die minder dwaas was geweest:
‘U kent d’Argental niet (zo schrijft ze in 1743 aan de hertog De Richelieu). Het is een slappeling die niet in staat is om deel te nemen aan zaken die ook maar enigszins serieus zijn. Hij is tot niets anders in staat dan stommiteiten en onvermogen.’
Wat Pont-de-Veyle betreft: zijn blijspelen zoals Le Complaisant (1733) of Le Fat puni (1738) lijken te weinig op de gevoelige en subversieve romans van De Tencin om tussen hen beide enige literaire affiniteit te bespeuren.
Tot 1767 was het publiek in drie groepen te verdelen die er verschillende theorieën op nahielden: zij die goed waren geïnformeerd en wisten wie het was, zij die geloofden in een samenwerking tussen de tante en haar neven, en zij die het auteurschap van de werken alleen aan de neven toeschreven, zoals Voltaire, die haar haatte. Zo schrijft deze laatste aan Madame Denis op een niet gedateerd en volledig vooringenomen kaartje het volgende:
Carissima, sono in villeggiatura a Versailles (…). Corre qui un romanzo il cui titolo, è Le Infelicita dell amore. La piu gran sciagura che in amore si possa risentire, e senza dubbio il vivere senza voi mia cara. Questo romanzo composto dal Signor de Pondeveile è non percio meglio. Mi pare una insipida e fastidiosa freddura. O que [sic] gran distanza da un uomo gentil, cortese e leggiadro, fino ad un uomo di spirito e d’ingegno!— Voltaire
Uiteindelijk kregen de ‘goed geïnformeerden’ gelijk, want in 1767 verscheen de eerste betrouwbare tekst waarin de werkelijke identiteit van de auteur van de drie romans werd onthuld. De priester Guasco berichtte namelijk in een voetnoot in zijn uitgave van Les Lettres familières du Président van Montesquieu dat zijn broer, de graaf Octavien de Guasco, in 1742 aan Montesquieu vroeg of De Tencin werkelijk de auteur was van de boeken die haar toegeschreven werden. Montesquieu antwoordde daarop dat hij aan zijn vriendin beloofd had dat hij het geheim niet zou doorvertellen. Pas op de dag van de dood van Alexandrine zou hij uiteindelijk de waarheid toegeven aan de oude priester:
‘Nu kunt u aan uw broer mededelen dat Madame de Tencin inderdaad de auteur is van de boeken die men tot nu toe heeft toegeschreven aan Monsieur de Pont-de-Veyle, haar neef. Ik geloof dat alleen ik en Fontenelle wisten van dit geheim.’— Montesquieu
Zijn opinie kreeg navolging, want vanaf toen kwam de naam van Alexandrine regelmatig voor in de literaire geschiedschrijving en woordenboeken uit die tijd. Zo geloofde rond 1780 de meerderheid van de lezers en de critici – behalve opmerkelijk genoeg de priester Laporte in zijn Histoire littéraire des femmes françoises (1769) – dat zij de boeken alleen geschreven had. In ieder geval was men voldoende overtuigd om bij de eerste uitgave van haar verzamelde werken in 1786 voor het eerst haar naam op de titelpagina af te drukken. Sinds het voortreffelijke werk van Pierre-Maurice Masson (uit 1909, herzien en gecorrigeerd in 1910), dat gaat over het leven en de romans van Alexandrine, overweegt niemand meer serieus om haar het kleine beetje eer af te nemen dat haar toebehoort.

### Les Malheurs de l’amour
Na acht jaar literaire stilte besloot De Tencin, die invalide was geworden en nauwelijks meer haar appartement verliet, enigszins uit haar schulp te kruipen om anoniem haar derde roman te publiceren, Les Malheurs de l’amour (‘Het ongeluk van de liefde’, 1747). De originele uitgave van deze ‘fictieve’ mémoires over de liefde bestond uit twee delen van 247 en 319 pagina’s, waarin het verhaal van Eugénie – de vertrouwelinge van het hoofdpersonage Pauline – 180 pagina’s van het tweede deel beslaat. De roman werd zonder koninklijke toestemming gepubliceerd in Parijs, ook al stond er Amsterdam op het titelblad. Onder de titel stond een epigraaf (Insano nemo in amore sapit), toegeschreven aan Propertius, die in alle uitgaven die zouden volgen is overgenomen. Het gaat om een ingekorte variant van het vers nr. 18 uit de elegie nr. XIV uit het tweede boek van de Elegieën van Propertius: Scilicet insano nemo in amore videt. Deze elegie onderscheidt zich van de anderen, omdat het over geluk gaat. Op de tweede pagina stond vervolgens een opdracht aan M., die niet altijd is overgenomen in nieuwere uitgaven:
‘M.
Ik schrijf alleen voor u. Ik verlang alleen naar succes om het aan u op te dragen. U bent voor mij het Universum.’—  Les Malheurs de l’amour
Een zeer vergelijkbare opdracht was al te vinden in haar werk Le Siège de Calais, al heeft men nooit kunnen ontdekken wie de geadresseerde was, gesteld dat hij wel bestaan heeft:
‘M.
Aan u draag ik dit boek op, want aan u heb ik het geluk van de liefde te danken. Ik heb het genoegen om dit publiekelijk aan u op te dragen, al zal alleen u daar weet van hebben.’— Le Siège de Calais
Onder de epigraaf stond een zegel, zonder de naam van de auteur, die mogelijk de vers van Propertius illustreerde, namelijk de suprematie van het hart boven het verstand in de liefde. Het zegel toonde de volgende scene: een Amor (de redelijke liefde?) staat vlak bij een pilaar met één voet op een kist en hij houdt een perkament vast dat hij aan een jonge vrouw overhandigt. Achter haar, verstopt achter een gordijn, staat nog een Amor (de passievolle liefde?) die aandachtig luistert of misschien zelfs hun gesprek stuurt. Dit zegel is na 1749 nooit meer gedrukt in de heruitgaven van de roman.
De roman werd meteen na de verschijning een groot succes, zozeer zelfs dat in hetzelfde jaar meerdere heruitgaven zijn verschenen. Het boek was ook enige tijd in de mode in Versailles. In zijn artikel Les Enseignements des bibliothèques privées (1750-1780) stelde Daniel Mornet zelfs dat het boek, samen met Les Lettres d'une Péruvienne en Les Confessions du comte de ***, tot in 1760 deel uitmaakte van de negen meest gelezen boeken van Frankrijk! Het enthousiasme beperkte zich niet uitsluitend tot Frankrijk. In de jaren 1750 werd het boek vertaald naar het Engels en inspireerde meerdere Britse schrijvers zoals Miss Frances Chamberlaine Sheridan in haar Memoirs of Miss Sidney Bidulph, extracted from her own Journal (1761; vertaald naar het Frans door de priester Prévost in 1762), waarvan een deel van het plot direct gebaseerd lijkt te zin op Les Malheurs de l’amour. Jean-Rodolphe Sinner de Ballaigues zou er in 1775 een theaterstuk van maken en sommige dialogen uit de roman overnemen. Tijdens de periode van de Franse Revolutie kwam de roman opnieuw in de mode en werd het boek meerdere keren heruitgegeven, weliswaar niet altijd met de originele titel, maar met de titel Louise de Valrose ou Mémoires d’une Autrichienne, traduits de l’allemand sur la troisième édition (1789). Uiteindelijk genoot Les Malheurs de l’amour nog een derde golf van populariteit tijdens de eerste dertig jaar van de 19e eeuw, toen ongeveer iedere vijf jaar een heruitgave verscheen. De post-classici stelden de eenvoudige stijl en goede smaak op prijs en de romantici waardeerden de melancholie en de overheersende passie die overigens alle romans van De Tencin karakteriseren. Vanaf de jaren 1880 raakt de roman beetje bij beetje in de vergetelheid en het boek werd pas weer aan het begin van de 21e eeuw herontdekt (Desjonquères, 2001).
Het eerste succes van deze roman is niet zozeer toe te schrijven aan het redelijk gangbare plot, maar aan de klassieke discipline die De Tencin zichzelf oplegde. De critici van toen hadden opnieuw unaniem bewondering voor de literaire kwaliteiten van het werk, in het bijzonder voor de ‘levendigheid’, ‘elegantie’ en ‘zuiverheid’ van haar stijl, en de lezers waren het erover eens dat deze en al haar andere romans ‘heel goed geschreven waren’ (priester Prévost, in Le Pour et Contre, 1739). Met name vrouwelijke lezers zullen bepaalde passages zeer op prijs hebben gesteld die onder de klassiek-literaire vernislaag schuilgingen, zoals de – voor die tijd – zeer subversieve passages en de passages waarin nieuwe verworvenheden voor de vrouw werden opgeëist.
Het genre waar De Tencin voor koos, de ‘roman-mémoires’ oftewel fictieve memoires, was tussen 1728 en 1750 de standaardvorm van fictie in Frankrijk. Het genre is ontsproten uit de ‘pseudo-mémoires’ van de laatste vijfentwintig jaar van de 17e eeuw, maar verschilt ervan doordat de ik-verteller niet langer een eigen versie van historische feiten geeft, maar zich interesseert in zichzelf en in het bijzonder in zijn gevoelsleven, dat zijn politieke carrière gaat overheersen. Bovendien is het een van de eerste romans die gebaseerd is op de herinneringen van een vrouw uit de bourgeoisie. Deze verandering van perspectief had voornamelijk ten doel om het ‘zijn’ te ontdekken en uiteindelijk ook het geluk te vinden, iets wat overduidelijk terugkomt in Les Malheurs de l’amour, waarin de psychologische analyse op de voorgrond staat. Het ‘ik’ is het middelpunt van de vertelling en niet de bijzondere avonturen die aan de barok ontleend waren. Het verhaal is daardoor tamelijk samenhangend. De Tencin heeft zich ingespannen om een oplossing te vinden voor het grootste probleem dat komt kijken bij een verhaal waarin de verteller ook één van de protagonisten is, namelijk het navertellen van de gebeurtenissen en gesprekken waar het ik-personage niet bij aanwezig is geweest. Als oplossing heeft zij twee keer een geschreven verhaal van een ander personage toegevoegd. Zo beschrijft Pauline, de vertelster en redactrice, rond 1680 vanuit haar retraite in de abdij Saint-Antoine in Parijs in de eerste persoon de ellende die zij veertig jaar eerder heeft doorstaan. Alles gebeurt vanuit haar perspectief, maar dat weerhoudt haar er niet van om soms het stokje aan andere personages over te dragen. Zo geeft ze het woord dertig pagina’s lang aan haar rivaal Hypolite (Tome II 151-181), terwijl ze alle discursieve kenmerken weglaat. Op dezelfde manier doet de markies La Valette (II70-87), voorheen de minnaar van haar vriendin, de non Eugénie, intrede in het verhaal. Hoewel deze twee verhalen de geloofwaardigheid enigszins schaden, zijn ze gerechtvaardigd door een zekere esthetische pathetiek die de roman stuurt, want de biecht van een stervende vrouw of de jammerklacht van een afgewezen minnaar zijn in de directe rede op een andere manier aangrijpend.
Hoewel De Tencin zich dus voor dezelfde uitdaging gesteld zag als zoveel andere schrijvers uit die tijd, namelijk de problemen die voortkomen uit de verhouding tussen fictie en realiteit, maakte zij daar niet haar grootste zorg van. De werkelijkheid interesseerde haar alleen voor zover het beleefd werd door een man. Haar roman, in navolging van vele andere romans, ging uitsluitend over de sociale realiteit omdat dat haar in staat stelde om zich oneindig te verdiepen in de kansen tot zelfontplooiing die daaruit voortkwamen, en in de tegenstrijdigheid tussen de deugd en het geluk. Zo wilde De Tencin in Les Malheurs de l’amour, met de titel en de vormkeuze voor fictieve memoires, de juiste balans scheppen tussen verbeelding en observatie van de ander, om op die manier de lezer scherp en kritisch te krijgen tegenover een illusie die reëler is dan de werkelijkheid. De roman maakt het desalniettemin mogelijk dat het irreële op ongecontroleerde wijze naar boven kan komen in de vorm van een romanesk cliché (zoals de ontvoeringspoging van het hoofdpersonage, de verschijning van een tweeling, de quid pro quo die elkaar opvolgen) of zelfs in de vorm van een hele bijzondere ‘auto-parodie’, waarmee ze een soort Droste-effect creëert in de roman. Dat toont bijvoorbeeld de volgende uitspraak die Eugéne doet tegen Pauline :
‘Wilt u het hoofdpersonage worden van een roman en u opsluiten in een klooster, omdat u niet de minnaar krijgt die u zou willen?’
Of deze zin:
‘Mijn hart zegt me dat hij (de voorzitter) voorbestemd is een om een einde te maken aan uw roman.’
Het enthousiasme van de vertelster voor zelfanalyse blijft niet zonder gevolgen voor de manier waarop ruimte wordt behandeld. Het impliceert niet alleen een maximale verkleining van de ruimte, maar ook de observatie van het enige onderwerp dat daadwerkelijk interessant is: de verliefde Ik. Zo laat de roman, net als de meeste romans-mémoires uit die tijd, maar weinig zien: het exterieur, of dat nou het platteland, de stad of exotisch is, is bijna niets meer dan een simpel decor. Hoewel De Tencin niet op zoek is naar het pittoreske, schuwt ze een dosis couleur locale echter niet. Ze is zelfs een soort voorloper van het ‘zwarte decor’ wat later in de 18e eeuw in zwang zou komen, voor zover het decor iets toevoegt aan de pathetische kant van een scène tussen de twee geliefden. Het onderstaande fragment is daar een goed voorbeeld van, dat vlak voor het bezoek van Pauline aan de Châtelet-gevangenis plaatsvindt:
‘Ik bereikte, goed verstopt onder mijn kap, een kamer, of liever een cel, die slechts een beetje licht ving uit een klein en hoog raam met tralies ervoor, die het laatste beetje dag tegenhielden. Barbasan lag in een slecht bed en met zijn hoofd naar de muur (…), het enige meubel dat in dit vreselijke vertrek stond was een rieten stoel.’
Aan deze beschrijving, die gebaseerd lijkt te zijn op de herinnering aan haar verblijf in de Bastille, kunnen we nog een tweede toevoegen die voortkomt uit de overdreven gevoeligheid van het hoofdpersonage, waardoor zij met een nieuwe blik naar de wereld kijkt:
‘Ik nam dit nieuwe verdriet (de eventuele dood van haar geliefde), misschien wel het meest verpletterende verdriet ooit, mee naar een bos met hoge bomen waar ik mijn gebruikelijke wandelingen maakte. Er ging een zekere afschuw uit van de eenzaamheid en de stilte die er heersten die overeen kwamen met de staat van mijn ziel. Gaandeweg wende ik eraan om hier bijna hele dagen door te brengen. Mijn mensen hadden me tevergeefs gewaarschuwd dat het bos vol everzwijnen zat, en dat ik wel eens een ongeluk zou kunnen krijgen.’— (II 208-209)
De personages bewegen zich dus in een vreemd, bijna abstract, universum en beperken zich langzaamaan tot steeds dezelfde gesloten ruimtes: sterfkamers, donkere en afgelegen kastelen op het platteland, afgelegen abdijen, slagvelden, kloosters of angstaanjagende bossen. Dit type decor kondigt al de melodrama’s aan van de 19e eeuw. Voor Chantal Thomas blijkt deze voorstelling van de wereld ten slotte een ‘metafoor voor verliefdheid’ te zijn die bijna perfect het onderliggend conflict tussen de twee geliefden weergeeft. We moeten immers wel spreken van een conflict, aangezien hun ontmoeting de oorzaak was van een dodelijk gevecht enerzijds tegen haar eigen mankementen, tegen zichzelf – ‘al mijn gevoelens zijn beperkt, ik durf me niet toe te staan om te haten, noch lief te hebben’ (II 105) zo biecht Mademoiselle d’Essei op – en anderzijds tegen haar liefdespartner. Het lijden zelf, dat berekenend wordt opgezocht vanwege het effect op de ander, wordt een wapen:
‘Graaf De Blanchefort is mijn man. Het verstand, en misschien vooral de teleurstelling die ik door u heb moeten doorstaan, heeft me ertoe gebracht om hem mijn jawoord te geven.’— (II 101)
Het is dus deze strijd, noodzakelijk om de ware liefde te doen zegevieren, die wordt opgeroepen door de verschillende beklemmende plekken in het verhaal en die de roman een abstracte toon geeft. De metafoor is altijd belangrijker dan de letterlijke betekenis. De Tencin heeft al haar inspanning ingezet op deze strijd, of anders gezegd op deze serie van extreem sentimentele gebeurtenissen die door één plot worden verbonden. Ze biedt geen oplossing als moralist, zoals de schrijver van een tendensroman zou kunnen doen, maar beschrijft en analyseert liever op een zuivere en precieze manier om nieuwe nuances op het spoor te komen die tot dan toe onopgemerkt bleven. Al ligt het accent weliswaar op de psychologie van de personages, zij behandelt het onderwerp niet in zijn algemeenheid, maar in relatie tot de uitdagingen waar zij zich in hun verliefdheid voor gesteld zien.

## Een moraal van het hart en het instinct
‘Als u de liefde kapot maakt, Eros, dan zal de wereld in chaos vervallen.’— Madame De Tencin tegen Madame De Graffigny
Aan de liefdesroman, die destijds in het tweede kwart van de 18e eeuw in de mode was, ontleende De Tencin de belangrijkste eigenschappen van de roman: een raamvertelling; geen romanesk maar een vrij geloofwaardig plot, waarin de beschreven sociale realiteit de lezer in staat stelt om zich af te vragen welke mogelijkheden tot zelfverwerkelijking deze biedt; een modern soms zelfs burgerlijk decor; de predominantie van de hartstocht en de scherpzinnigheid van de psychologie in de hoofdrol, want inmiddels is de waarheid niet meer te vinden in de vertelde feiten, maar in het domein van de morele realiteit. Haar vier romans onderscheidden zich echter door een hele serie subversieve keuzes die zij maakte, zowel wat betreft de opbouw van de roman als de sociale mores uit die tijd.
De subversieve elementen in de romans van De Tencin waren erop gericht om vrouwen te verlossen van de sociale controle en het ouderlijk gezag, en bovenal van die castrerende ‘deugd’ die hen ervan weerhield om echt zichzelf te zijn. Dat is waarom haar teksten zo origineel waren, want terwijl de meeste romanschrijvers uit die tijd slechts de hypocrisie van het heersende moreel rationalisme aan het licht brachten door de uitdagingen te schetsen van het geluk en het ongeluk in de liefde, wees De Tencin deze categorisch af, veertig jaar voor Markies de Sade dat deed. Daarvoor in de plaats pleitte zij voor het instinct als de belangrijkste gids in het leven. Zij hing dus een filosofie van het hart aan, die al snel uitmondde in een ethiek van het gevoel, zonder echter in een belerende toon te vervallen! We begeven ons in de wereld van de impliciete moraal, ingegeven door het sterke contrast tussen enerzijds een ongelukkig bestaan dat – in een raamvertelling – in het teken staat van het ‘verstand’ (de publieke opinie) en de ‘deugd’ (de verdrukking van de hartstocht) en anderzijds het bestaan van het vrouwelijk hoofdpersonage dat zich geheel laat leiden door haar hart, want alleen op die manier slaagt zij erin om het ware geluk te bereiken: zelfverwezenlijking door de liefde te accepteren.
De mens leeft dus niet – om Paul van Tieghem te citeren – ‘om voor zijn zielenheil te zorgen, om te handelen, te weten of te creëren. Zijn ideaal is niet om een heilige, een man van de daad, een geleerde of een uitvinder te zijn. Nee, hij leeft om te voelen, om lief te hebben.’ De natuurlijke moraal die De Tencin ons voorlegt, ligt in die zin redelijk dichtbij de moraal van de ‘gevoelige’ auteurs van de tweede helft van de 18e eeuw, die zich verzetten tegen de verheerlijking van de rede als heerser over de wil, wat het ideaal was van het classisisme. Zij gaven daarentegen voorrang aan het gevoel en namen het op voor het bestaansrecht van de passie, die niet meer gezien werd als een zwakte, ontsporing of ongeluk, maar als een voorrecht waar gevoelige zielen over beschikten. De passie kon vanaf toen ‘volstaan als een verantwoording voor een moraal die haaks stond op het gedrag dat de gebruiken en de wetten destijds voorschreven.’
Een vergelijkbare moraal dus, maar niet identiek, want wanneer de passie botst met de oude moraal – die van alle samenlevingen vanaf de Bijbel – dan is het voor de meeste romanschrijvers de passie die opgeeft of vecht om op te geven. De roman Julie ou la Nouvelle Héloïse was in de 18e eeuw een soort de bijbel van het gevoel – het boek werd zelfs voor een paar stuivers verhuurd – en is daar het beste voorbeeld van. Dat werk zou dichter bij de romantische ethiek liggen, waarin de hartstochtelijke en wanhopige liefde, ondanks de wetten van de goden en de mensen, werd gezien als het toppunt van gelukzaligheid, wanneer de liefde totale en vurige zelfopoffering betekent.
De romans van De Tencin zijn inderdaad voorlopers van de romantiek, net als vele andere romans uit de 18e eeuw. Het is dus niet noodzakelijk om de nadruk te leggen op dit specifieke punt, maar wel op de levensfilosofie die de romans ten tonele voeren. Deze filosofie is tamelijk vreemd ten opzichte van de mentaliteit die indertijd dominant was, een mentaliteit die het idee van gokken op geluk nauwelijks in overweging nam. Een gokje, dat is waar De Tencin ons immers toe uitnodigt, een beetje zoals Pascal met betrekking tot het bestaan van God, wanneer zij ons aan de hand van liefdesverhalen probeert te laten inzien dat, om gelukkig te zijn, je het lef moet hebben om lief te hebben – want het is een risico – ondanks de obstakels die zonder enige twijfel zullen opdoemen.
Sommigen zouden kunnen inbrengen dat de hoofdpersonages niet beter af zijn door de gok die zij wagen, want aan het einde van hun avontuur verliezen ze hun geliefde. Het moet allereerst gezegd worden dat zij uitsluitend ten tijden van hun liefdesverhouding gelukkig zijn geweest in gezelschap. Bovendien moeten de hoofdpersonages niet alleen de samenleving, die niet wil luisteren naar de logica van het hart, de schuld geven van de falende liefde – waar de lezer getuige van is – maar het vooral aan henzelf, hun eergevoel en aan de lichtzinnigheid van hun minnaar wijten. Het is immers niet genoeg om te durven lief te hebben, de liefde moet ook verdedigd worden tegen alles wat haar zou kunnen vertroebelen. Voor De Tencin is de liefde alleen uit op de totale verwezenlijking van het zijn en niet verantwoordelijk voor het ongeluk dat ons kan overkomen: zij beziet het leven op een positieve manier en van het moreel rationalisme van die tijd behoudt zij in ieder geval het optimisme, terwijl ze de utopie links laat liggen. Ze benadrukt hoe moeilijk het is om lief te hebben in een tijd waarin de liefde nog altijd verdacht is. Terwijl zij zonder aarzeling de vele obstakels opvoert die de geliefden definitief uit elkaar drijven, moet toch gezegd worden dat zij ook vervangingsmiddelen suggereert voor de onmogelijke liefde – zowel in simpele aanwezigheid als fysiek – zoals brieven, of op een hoger niveau, het schrijven.
De problemen van een romantisch stel zijn immers in wezen communicatieproblemen. Aangezien de geliefden meestal van elkaar gescheiden zijn, kunnen zij alleen dankzij briefwisseling de afstand overbruggen. Zo komen in haar romans talloze brieven of kaartjes voor die vaak niet alleen de woorden van de geliefde overbrengen, maar ook – op een metonymische manier – een vervanging lijken te zijn voor zijn fysieke aanwezigheid:
‘Na zoveel verdriet volgde de blijdschap toen ik om zeven uur ’s ochtends dankzij een briefje vernam dat alles was gelukt en dat Barbasan veilig was. Ik kuste dat dierbare briefje (…)’— (Les Malheurs de l’amour, I 145)
Hoewel brieven dus in essentie een communicatieve en dramatische rol vervullen, blijven ze toch in de eerste plaats een teken van en een vervanging voor een onverzadigbare hartstocht. In die zin doet zij niets anders dan deze ruimte van schrijven en ontspanning een plek geven in de geschiedenis, net zoals de roman dat doet voor de liefde, een gevoel dat destijds alleen stiekem mocht bestaan. De daad van het schrijven, of van het vertellen, dat expliciet gerechtvaardigd wordt in de romans, komt voort uit een weigering om te zijn, of in ieder geval om te zijn zonder een geliefde. Het verraadt een verlangen om ‘samen’ te zijn, om een eenheid te vormen en dat verlangen kan alleen door het schrijverschap vervuld worden, of paradoxaal genoeg, door afwezigheid, want we weten sinds Proust dat afwezigheid voor degene die lief heeft ‘de meest zekere, de meest levendige, de meest onverwoestbare, de meest trouwe vorm van aanwezigheid is’.
Door het schrijven van zijn memoires, bereikt de held of de heldin van het verhaal zo uiteindelijk het geluk. Vanaf dat moment, zelfs al is de geliefde verloren, kan hij zich helemaal richten op het enige domein dat gevoelige mensen werkelijk aanspreekt, de liefde. Gevoelig zijn betekent immers niet zozeer genoegen nemen met het voelen, maar in de eerste plaats bewust worden van dat wat we voelen.
Het beeld van een vrouw – of man – die zich verwezenlijkt in de liefde, of in plaats daarvan in het schrijven, is verbazingwekkend aangezien het komt van een schrijfster wiens leven voornamelijk in het teken stond van het verstand dat het hart controleerde. Dat is in ieder geval het beeld dat al haar biografen van haar hebben willen schetsen. De vraag is of zij die hebben gepoogd om de intieme persoon te schetsen aan de hand van de publieke persoon dat wel goed hebben gezien. Laten we het laatste woord geven aan Stendhal die haar als voorbeeld stelde aan zijn zus Pauline en die haar grote geheim had geraden (uit een brief aan Pauline Beyle, 8 maart 1805):
‘Zorg dat je in de smaak valt bij iedereen die niet bij jou in de smaak vallen en die zich in je buurt begeven. Dat is de manier waarop je uit het gat kunt kruipen. Madame de Tencin was een stuk verder verwijderd van sympathieke gezelschappen dan jij dat bent, en haar is het ook gelukt. Namelijk door zich door iedereen te laten bewonderen, van de schoenmaker van Montfleury tot de luitenant-generaal die het bevel voerde over de provincie.’

## Madame de Tencin, de brievenschrijfster
Van de vele brieven die De Tencin heeft geschreven, is maar heel weinig terug te vinden in uitgaven: tachtig brieven die geschreven zijn tussen november 1742 en juli 1744 en die door Soulavie in een oude en onvolledige uitgave gecompileerd zijn; twee kleine bundels van Stuart Johnston en Joël Pittet; citaten van vele niet gepubliceerde brieven die hier en daar in teksten zijn opgenomen, vooral door P.-M. Masson, Jean Sareil en M. Bollmann. Er zijn ook nog originele brieven, die zo nu en dan opduiken tijdens veilingen. Geen enkele criticus heeft het tot nu toe echter de moeite waard gevonden om een serieuze studie te maken van het geheel van brieven, ongeveer 150, dat is teruggevonden. Het is echter wenselijk dat dat gebeurt, aangezien de persoon De Tencin er helemaal in terug te vinden is: levendig, guitig, scherp en zo af en toe gemeen. Ze bespreekt haar zaken met een geestdrift die we niet kunnen vermoeden en analyseert de maatschappij van haar tijd met een bijna profetische scherpte. Bijvoorbeeld wanneer zij haar mening over minister Maurepas uit de doeken doet in een brief van 1 augustus 1743 aan hertog De Richelieu:
‘Het is een valse man, jaloers op alles en iedereen, die, omdat hij maar heel weinig middelen heeft om zijn plaats te behouden, alles wat zich om hem heen bevindt wil ondermijnen om maar geen rivaal te hoeven vrezen. Hij zou willen dat zijn collega’s nog minder capabel zijn dan hij, om toch nog van enige betekenis te lijken. Het is een angsthaas die gelooft dat hij altijd alles zal doden, maar die er vandoor gaat zodra hij de schaduw van een man ziet die zich wil verdedigen. Alleen kleine kinderen zijn bang voor hem. Maurepas kan ook alleen een groots man zijn te midden van dwergen en hij gelooft dat een goed woord of een belachelijk epigram meer waard is dan een oorlogs- of vredesplan. Moge God hem niet veel langer op zijn plek houden, in ons aller belang en dat van Frankrijk.’
Met dienaars van dit kaliber was het wat Alexandrine betreft ‘fysiek onmogelijk, tenzij God zich er duidelijk mee gaat bemoeien, dat de Staat niet omvalt’ (uit een brief van 2 juni 1743 aan de hertog d’Orléans). De ministers ‘hebben tegenwoordig een grotere mond dan de ministers onder Lodewijk XIV, en ze besturen als despoten (…). Terwijl de huidige zaken wel 48 uur per dag zouden kosten – als een dag zoveel uren zou kunnen tellen – brengen de slimste koppen van het koninkrijk hun tijd door in de opera!’ (idem). Maar volgens haar was de grote schuldige de koning, zoals ze in verschillende brieven aan de hertog De Richelieu (22 juni, 24 juli, 1 augustus en 30 september van 1743) niet onder stoelen of banken stak:
‘Die monarch van ons is een vreemde man (…). Niets in deze wereld lijkt op onze koning: het lijkt hem niet aan te gaan wat er in zijn koninkrijk gebeurt; hij laat zich door niets raken; in de raad is hij onverschillig over alles; en hij is het telkens eens met alles wat hem wordt gepresenteerd. In werkelijkheid is er reden genoeg om te wanhopen over het feit dat we met zo’n man te maken hebben. Het is duidelijk dat hij bij ieder onderwerp door zijn apathie kiest voor de weg van de minste weerstand, ook al is dat de slechtste optie (…). Hij lijkt wel een scholier die zijn onderwijzer nodig heeft, hij heeft niet de kracht om een besluit te nemen (…). Men zegt dat hij zelfs wil vermijden dat hem verteld wordt wat er gaande is en dat hij zegt dat hij liever nog van niets weet. Hij is buitengewoon koelbloedig, over zoveel zelfbeheersing zal ik nooit beschikken (…). In de raad, waar hij net als al het andere voor de vorm naartoe gaat, tost hij om het zo maar te zeggen over de belangrijkste zaken en hij vertrekt als bevrijd van een last die hij niet meer wil dragen. (…) Daarom zijn mensen als Maurepas en d’Argenson meer de baas dan hij dat is. Ik kan hem in de raad alleen maar vergelijken met M., uw zoon, die haast maakt om zijn onderwerpen op tafel te krijgen zodat hij er zo snel mogelijk vanaf is. Nogmaals, ik voel zonder dat ik het wil niets dan afkeer voor de man die alles en iedereen maar zijn gang laat gaan.’
Vervolgens sloot ze af met een schuine uitspraak waar zij een meester in was en die de koning niet ten goede komt:
‘Alles komt van pas in een huishouden, als je maar in staat bent om het gereedschap te gebruiken.’
De brieven van De Tencin tonen een ‘bijzonder en wonderschoon’ schouwspel dat blijkt geeft van de zuivere wil van een vrouw die begenadigd was met een heldere en zeer vrije geest, en die er natuurlijk altijd naar streefde om haar eigen belangen te verdedigen, maar ook die van Frankrijk, waar ze het meest van hield.

## De Ménagerie
Een aantal grote namen uit de literatuur, de kunsten en de wetenschap kwamen geregeld of incidenteel langs bij de salon van De Tencin en zij vormden samen haar ‘Ménagerie’, oftewel haar ‘dierentuin’. Neem bijvoorbeeld de volgende namen, haar ‘beesten’: de priester Prévost, Marivaux, de priester Saint-Pierre, het academielid Mairan, Louis La Vergne, de graaf van Tressan, de dokter en haar minnaar Jean Astruc, de jansenistische dichter Louis Racine, Jean-Baptiste de Mirabaud, de priester Le Blanc, haar neef d’Argental, Madame Dupin die zij ‘ma chère friponne’ (mijn lieve deugniet) noemde, Duclos, het academielid Boze, Emilie de Châtelet, Houdar de la Motte, Madame Geoffrin, Réaumur, Montesquieu die zij ‘le petit romain’ (de kleine romein) noemde, Helvétius, de schrijvers Piron en Marmontel, de markiezin Belvo, Madame La Popelinière, Bernard-Joseph Saurin, Sir Luke Schaub die zij de bijnaam ‘Le Petit’ (de kleine) of ‘Mon Mari’ (mijn echtgenoot) gaf, de priester Trublet, Charles-Henry (graaf van Hoym) die zij ‘le Grand ou le Dégoûté’ (‘de Grote of degene die walgt’) noemde, Fontenelle, Françoise de Graffigny, de priester Mably, haar neef Pont-de-Veyle, de Zwitserse arts Théodore Tronchin, Chesterfield, Bolingbroke en de schilder François Boucher waar zij een schilderij van bezat (Le Foyer enchanté).
Aan deze lijst kunnen we nog Collé en Gallet toevoegen, die indertijd samen met Piron een onafscheidelijk gezelschap vormden van drie vrolijke vrienden die samen het beroemde ‘Caveau’ oprichtten. Dat heeft Rigoley de Juvigny opgetekend in de memoires van Piron en J.Bouché in het boek Gallet et le Caveau waarin hij een anekdote vertelt die begint bij De Tencin thuis en na een zeer bonte avond eindigt in de straten van Parijs. Zij deelden met De Tencin haar mening over Voltaire, die bang was om Piron tegen te komen. Gallet had op zijn beurt het pamflet Voltaire Âne, jadis poète geschreven.

## Boeken
- Mémoires / du Comte / de Comminge. / In Den Haag (Parijs), / bij J. Néaulme, Boekhandelaar. / 1735, 1 vol. in-12, 184 p.

De eerste editie bevat het volgende voorwoord dat nooit meer is herdrukt: ‘Dit manuscript is gevonden tussen de papieren van een overleden man. Het is duidelijk dat hij valse namen heeft gebruikt voor zijn personages en dat zij slecht gekozen zijn, maar we hebben het manuscript overhandigd zoals het was, zonder wijzigingen door te voeren. Verder is het redelijk om aan te nemen dat het een waargebeurd verhaal is, omdat we wat informatie hebben over de manier waarop het manuscript bij de man terecht is gekomen waar het uiteindelijk is aangetroffen.’
- Le Siège / de / Calais, / Nouvelle Historique. / In Den Haag (Parijs), / bij J. Néaulme. / 1739, 2 vol. in-12 de 271 et 282 p.

In de eerste druk staat een opdracht: ‘Aan u draag ik dit boek op, want aan u heb ik het geluk van de liefde te danken. Ik heb het genoegen om dit publiekelijk aan u op te dragen, al zal alleen u daar weet van hebben.’ In hetzelfde jaar is het boek twee keer herdrukt.
- Les / Malheurs / de / l’amour. / - Insano nemo in amore sapit, Propert. / In Amsterdam (Parijs / Ambroise Tardieu). / 1747, 2 vol. in-12 de 247 et 319 p.

De eerste editie opent met een opdracht aan M.: ‘Ik schrijf alleen voor u. Ik verlang alleen naar succes om het aan u op te dragen. U bent voor mij het Universum.’
- Anecdotes / de la cour / et du règne / d’Édouard II, / Roi d’Angleterre. / Par Mde L.M.D.T., & Mde E.D.B., / In Parijs, / bij Pissot, boekhandelaar aan de quai des / Augustins. / 1776. / Met koninklijke toestemming. In-12, [1 (faux-titre)], [1 bl.], [1 (titel], [1 bl.], [2 (bericht van de uitgever)], 326, [2 (toestemming)].

Het bericht van de uitgever was als volgt: ‘We doen geen poging om de lezer te wijzen op de kwaliteiten van de roman die wij hem hier presenteren. Om zijn nieuwsgierigheid te prikkelen is het misschien voldoende om te zeggen dat Madame de Tencin, de auteur van Siège de Calais en van Comte de Comminge, de eerste twee delen heeft geschreven, die na haar dood in haar papieren zijn gevonden. Madame E.D.B., auteur van Lettres du Marquis de Rozelle, heeft het op zich genomen om het werk af te maken, met als enige leidraad de geschiedenis van Engeland en haar eigen verbeelding.’
- (Hertog De Richelieu, Kardinaal De Tencin en Madame De Tencin), Correspondance du cardinal de Tencin, ministre d’État, et de Madame de Tencin sa sœur, avec le duc de Richelieu, sur les intrigues de la cour de France depuis 1742 jusqu’en 1757, et surtout pendant la faveur des dames de Mailly, de Vintimille, de Lauraguais, de Châteauroux et de Pompadour, uitgever Soulavie, (in Parijs ?), 1790, 1 vol., 385 pagina’s (van de 400 pagina’s die waren aangekondigd, aangezien de publicatie is onderbroken). Er ligt nog één exemplaar in de nationale bibliotheek in Parijs (BnF, RES-8-LB38-56 et VELINS-1178). De helft van de originele brieven bevindt zich in het Fonds Richelieu 64 in de Bibliothèque Victor Cousin in Parijs.
- (Faur ?, secretaris van Richelieu of Laborde ?), Vie privée du maréchal de Richelieu, Parijs, Buisson, 1791, tome II, app., 312-346. (In dit werk staan vijf brieven die niet in de voorgaande titel gepubliceerd zijn omdat ze te vinnig waren jegens de koning).
- Lettres de Mme de Tencin au duc de Richelieu, Parijs, L. Collin, Jaar XIII - 1806. (9 brieven)
- Joël Pittet, Lettres privées de Mme de Tencin et du futur cardinal de Tencin à leur frère le président de Tencin et autres, Fribourg, Imprimerie Saint-Paul, 2010. (14 onuitgegeven brieven. De originelen bevinden zich in de bibliotheek van het château d'Oron in Zwitserland)
- (en) Stuart Johnston, Letters of Madame de Tencin and the Cardinal de Tencin to the Duc de Richelieu, Parijs, éditions Mazarine, 1967. (In dit werk staan vier brieven die niet eerder zijn uitgegeven in andere boeken.)
- Paul Vernière, ‘Sur trois lettres de Madame de Tencin partiellement inédites’, Essays in Diderot and the Enlightenment in Honour of Otis Fellows, Uitgegeven door John Pappas, Genève, Droz, 1974, (Histoire des idées et critique littéraire, 140), p. 386-399.
- Gaston de Villeneuve-Guibert, Le Portefeuille de Mme Dupin, Calmann-Lévy Éditions, Paris, 1884. (Een brief aan Madame Dupin.)

## Toneelbewerkingen
In de 19e eeuw diende haar levensverhaal als uitgangspunt voor een theaterstuk:
- Fournier et de Mirecourt, Mme de Tencin, drame en quatre actes, J.-A. Lelong, Brussel, 1846

## Romanbewerkingen
- Joël Pittet, Les Aquatiques, nouvelles, Edilivre, Saint-Denis, 2016. (De eerste novelle ‘La mule de velours vert à talon rouge’ voert De Tencin en haar salon ten tonele.)

- Bibliothèque nationale de France: cb12007143p (data)
- Gemeinsame Normdatei: 117255688
- International Standard Name Identifier: 0000 0001 1020 5593
- Library of Congress Control Number: n50013067
- Nationale Bibliotheek van Tsjechië: jcu2015877013
- Nationale bibliotheek van Australië: 35543233
- Nationale Bibliotheek van Israël: 987007268814505171
- Nederlandse Thesaurus van Auteursnamen: 119813963
- LIBRIS: 371944
- SNAC: w61c28ft
- Système universitaire de documentation: 02818520X
- Trove: 990338
- Virtual International Authority File: 7400920
- WorldCat: E39PBJh4r7grMpbbJvyfDvgh73